# Marco Vélez
Marco Vélez (Carolina, 26 juni 1980) is een gewezen Puerto Ricaans voetballer die speelde als verdediger bij Puerto Rico Islanders. Hij kwam ook uit voor het Puerto Ricaans voetbalelftal.

## Carrière
Hij begon met voetballen in 2003 bij Seattle Sounders daar speelde hij twee jaar. In 2005 maakte hij de overstap naar Puerto Rico Islanders. Hij scoorde twaalf goals in vijf seizoenen.
| seizoen     | club                  | land             | competitie          | wed. | goals |
| ----------- | --------------------- | ---------------- | ------------------- | ---- | ----- |
| 2003/04     | Seattle Sounders      | Verenigde Staten | USL first Division  | 25   | 5     |
| 2004/05     | Seattle Sounders      | Verenigde Staten | USL first Division  | 27   | 2     |
| 2005/06     | Puerto Rico Islanders | Verenigde Staten | USL first Division  | 22   | 2     |
| 2006/07     | Puerto Rico Islanders | Verenigde Staten | USL first Division  | 23   | 0     |
| 2007/08     | Puerto Rico Islanders | Verenigde Staten | USL first Division  | 27   | 1     |
| 2008/09     | Toronto FC            | Canada           | Major League Soccer | 10   | 2     |
| 2009/10     | Puerto Rico Islanders | Verenigde Staten | USL first Division  | ..   | ..    |
| Bijgewerkt: | 15-06-2008            |                  | Totaal              | 134  | 12    |